# Dramatisch doel
Het dramatisch doel is een term uit de narratologie en meer bepaald uit het scenarioschrijven die aangeeft wat de personages in het verhaal willen en welke doelen ze nastreven.
Een scenarioschrijver zorgt ervoor dat zijn personages, met name de protagonist, handelen vanuit een belang of motief zodat die handeling voor de filmkijker begrijpelijk wordt. Wat het personage drijft, wat hij of zij wil bereiken, dat is zijn of haar dramatisch doel: Indiana Jones wil in Raiders of the Lost Ark de Ark terugvinden, en in The Graduate wil Ben zijn leven veranderen door het niet langer te laten bepalen door anderen. 
Soms is er in de loop van een verhaal echter sprake van een koersverandering, doordat de protagonist kiest voor een nieuw dramatisch doel. Zo zal het personage Ben in The Graduate later in de film beslissen om met Elaine te trouwen. Hoewel het mogelijk is dat in een klassieke fictiefilm het hoofdpersonage meer dan één dramatisch doel heeft, wordt bij een scenario meestal de voorkeur gegeven aan één duidelijk dramatisch doel, waarbij de protagonist conflicten en obstakels moet overwinnen om het te bereiken.